# Anthony West
Anthony "Ant" Keith West (Maryborough, 17 de Julho de 1981) é um motociclista australiano. Conquistou sua única vitória no GP da Holanda de 2003 na categoria de 250cc. Em 2019, ele disputa a temporada do SuperBike Brasil pela Kawasaki Racing Team.